# Považany
Považany es un municipio del distrito de Nové Mesto nad Váhom en la región de Trenčín, Eslovaquia, con una población estimada a final del año 2024 de 1226 habitantes.
Se encuentra ubicado al oeste de la región, cerca del río Váh (cuenca hidrográfica del Danubio) y de la frontera con la región de Trnava y la República Checa.

## Demografía
| Año        | 1994 | 2004    | 2014    | 2024    |
| ---------- | ---- | ------- | ------- | ------- |
| Población  | 1226 | 1274    | 1279    | 1226    |
| Diferencia |      | +3,91 % | +0,39 % | −4,14 % |

| Año        | 2023 | 2024    |
| ---------- | ---- | ------- |
| Población  | 1238 | 1226    |
| Diferencia |      | −0,96 % |